# Екваторіальний хімічний зв'язок
Екваторіа́льний хімі́чний зв'язо́к (англ. equatorial bond) — хімічний зв'язок атома С з атомом H або із замісником у шестичленних насичених циклах, який (або його проєкція) утворює менший кут (порівняно з другим атомом — аксіальним) з площиною, в якій знаходиться більшість атомів С циклу. Відповідний атом чи група, що відносяться до того зв'язку, звуться екваторіальними.